# Coelorinchus thurla
Coelorinchus thurla är en fiskart som beskrevs av Akitoshi Iwamoto och Williams, 1999. Coelorinchus thurla ingår i släktet Coelorinchus och familjen skolästfiskar. Inga underarter finns listade i Catalogue of Life.